# Герьенский десант
Герьенский десант — тактический десант советской Дунайской военной флотилии, осуществлённый 30 ноября — 1 декабря 1944 года в ходе Будапештской наступательной операции Великой Отечественной войны.

## Военно-оперативная ситуация
Развивая наступление на Белград, советские войска 57-й армии (командующий генерал-лейтенант Н. А. Гаген) 3-го Украинского фронта (командующий Маршал Советского Союза Ф. И. Толбухин) продвигались вдоль берега Дуная. После прорыва затопленных фарватеров на Дунае у Железных Ворот бронекатера и катера-тральщики Дунайской военной флотилии, оказывавшие поддержку войск армии, сосредоточились на подступах к югославскому городу и речному порту Смедерево.
В конце ноября 1944 года перешли в наступление войска советской 4-й гвардейской армии (командующий генерал армии Г. Ф. Захаров) 3-го Украинского фронта (командующий Маршал Советского Союза Ф. И. Толбухин). При этом 20-й и 21-й гвардейские стрелковые корпуса начали наступление вдоль правого берега Дуная, а 31-й корпус находился на левом берегу Дуная, имея задачу по мере развития наступления основных сил армии переправиться на правый берег Дуная и вместе с двумя другими корпусами продолжать наступление в западном и северо-западном направлениях.
Армия имела задачу осуществить глубокий обход Будапешта с юго-запада, однако своевременно выполнить её не сумела из-за упорного сопротивления противника на заранее подготовленных оборонительных рубежах. С целью ускорить наступление, командующий фронтом приказал командиру Дунайской флотилии вице-адмиралу С. Г. Горшкову высадить тактический десант в населенном пункте Герьен на правом берегу Дуная. Цель высадки — захват опорного пункта противника на приречном фланге его обороны, создание угрозы врагу с тыла и последующая переправа на захваченный плацдарм всего 31-го стрелкового корпуса с целью ускорения темпов наступления.
Для высадки были выделены 9 бронекатеров из состава 1-й бригады речных кораблей флотилии (командир Герой Советского Союза капитан 2 ранга П. И. Державин). Ещё 3 бронекатера составляли отряд прикрытия, имевший задачу отвлечь на себя артиллерию противника, вступив с ней в бой. В состав десанта выделены 475 человек из состава 83-й морской стрелковой бригады. При этом в Герьене должны были высадиться 402 десантника (отряд высадки — 6 бронекатеров), отвлекающий отряд в 75 бойцов высаживался в расположенном поблизости Доромлаши (отряд высадки — 3 бронекатера).
Небольшая численность десанта была обусловлена как нехваткой кораблей, так и тем фактором, что немецкие войска на данном участке были практически полностью введены в бой против активно наступавших по всему фронту советских войск. Наращивание численности десанта предусматривалось повторными рейсами катеров.

## Ход операции
В ночь с 30 ноября 1944 года десантный отряд отошёл от пристани в городе Байя, скрытно прошёл вверх по Дунаю и незамеченными подошел к Герьену. Отряд прикрытия выполнил задачу, сосредоточив на себя внимание врага. Артиллерия берегового отряда сопровождения флотилии и бронекатеров отряда поддержки провела мощную артподготовку, после чего в 0:15 мин 1 декабря основной десант высадился на берег. Для достижения внезапности маршрут перехода был проложен не по фарватеру (правый берег Дуная был занят противником), а вдоль занятого советскими войсками левого берега, под прикрытием речных островов. Моряки проявили смекалку: на катерах был создан искусственный крен и на опасных участках катера шли только под одним мотором со стороны подтопленного борта, выбрасывая выхлопные газы под поверхностью воды. В итоге высадка стала полной неожиданностью для врага. В трехчасовом ночном бою десант выбил противника из Герьена.
В этом бою десантники уничтожили 200 и захватили в плен 120 вражеских солдат и офицеров. Потери личного состава десанта были незначительными, потери в кораблях отсутствовали.

## Результат
План операции был выполнен — в тылу противника был захвачен плацдарм, угроза удара с которого заставила немецкую группировку начать отход. На плацдарм силами флотилии спешно были переправлены 31-й стрелковый корпус, 83-я бригада морской пехоты, затем дополнительные части 4-й гвардейской армии. К исходу 1 декабря десант соединился с наступавшими частями армии, сломившими сопротивление врага. Развивая успех, 4-я гвардейская армия совершила глубокий обход и замкнула с юга кольцо окружения вокруг будапештской группировки.